# Трајнтје Остерхојс
Јудит Катрајнтје Остерхојс (хол. Judith Katrijntje Oosterhuis; рођена 5. фебруара 1973. у Амстердаму), позната и само као Трајнтје (хол. Trijntje) једна је од најпознатијих холандских поп и џез певачица.

## Биографија
Јудит Катрајнтје Остерхојс рођена је 5. фебруара 1973. у Амстердаму (Холандија) као млађе од двоје деце некадашњег римокатоличког свештеника и теолога Хуба Остерхојса (хол. Huub Oosterhuis) и професионалне виолинсткиње Јозефин Мелиф (хол. Jozefien Melief).
Године 1990. заједно са старијим братом Тјердом (хол. Tjeerd Oosterhuis) основала је поп групу
Total Touch. На музичком небу Холандије појавила се већ наредне 1991. године на фестивалу Grote Prijs van Netherland, највећем музичком фестивалу у Холандији посвећеном аматерским музичарима. Након успешне сарадње са чувеном холандском џез кантауторком и саксофонисткињом Канди Дулфер на њеном албуму Big Girl 1994. године, Остерхојсова са Дулферовом учествује на двогодишњој светској турнеји.
Група Total Touch је свој дебитантски истоимени албум објавила тек 1996, по окончању Трајнтјине турнеје са Канди Дулфер. Њихов први сингл Touch Me There продат је у преко 100.000 примерака током првог месеца по објављивању, постао је летњи хит и на крају остварио платинасти тираж. Други албум This Way остварио је запаженији успех у Холандији. Пре него се група распала 2001. године Трајнтје је 1999. снимила први соло албум у лајв верзији са обрадама песама Стивија Вондера.
Дебитантски соло албум под називом Trijntje Oosterhuis објавила је током марта 2003. године. Албум је углавном садржавао баладе и остварио је запажен успех. Први албум у потпуном џез маниру Трајнтје је издала 2004. године за продукцијску кућу Blue Note. Албум под називом Strange Fruit издат у лајв верзији садржавао је обраде песама Били Холидеј и Џорџа Гершвина, донео је Трајнтје статус велике звезде у Холандији.
У октобру 2005. издаје поп албум See You as I Do, а као специјални гост у три нумере се појављује Канди Дулфер. Албум је остварио златни тираж и пласман на 5. место албума у Холандији.
Други албум у џез маниру The Look Of Love објављен је у новембру 2006. године. На албуму су се налазиле обраде чувеног америчког композитора и пијанисте Берта Бакарака који је уједно у две нумере свирао клавир Waiting for Charlie to Come Home у оригиналу писаној за Ету Џејмс и This House Is Empty Now Елвиса Костела). Већ првог дана по објављивању продато је преко 70.000 копија, што је албуму на крају донело платинасти тираж.
Њена песма What the World Needs Now послужила је као насловна нумера бразилске сапунице Viver a vida продукцијске куће Реде Глобо.
На албуму Wrecks We Adore објављеном током 2012. године сарађивала је са холандском певачицом Анаук.

### Песма Евровизије 2015.
Почетком новембра 2014. објављено је да ће Трајнтје представљати Холандију на Песми Евровизије 2015. у Бечу. Трајнтје ће у Бечу изводити поп песму Walk Along чији аутори су њена пријатељица холандска певачица Анаук која је написала текст и шведски композитор Тобијас Карлсон.

## Дискографија
| Година    | Наслов албума | ХОЛ топ листа | Тираж                    |
| --------- | ------------- | ------------- | ------------------------ |
| 1999.     |               | 25.           | Златни тираж             |
| 2003.     |               | 14.           |                          |
| 2003.     |               | 3.            | Gold                     |
| 2004.     |               | 2.            | Двоструки платинасти     |
| 2005.     |               | 5.            | Gold                     |
| 2006.     |               | 1.            | Платинасти тираж         |
| 2011.     |               | 22.           |                          |
| 2011.     |               | 19.           |                          |
| 2012.     |               | 1.            |                          |
| Са групом |               |               |                          |
| 1996.     |               | 2.            | Четвороструки платинасти |
| 1998.     |               | 1.            | Двоструки платинасти     |